# جائزة كندا الكبرى 1995
جائزة كندا الكبرى 1995 هو سباق فورمولا 1 أقيم بتاريخ 11 يونيو 1995 في حلبة جيل فيلنوف، مونتريال، كندا. كان السادس من أصل 17 في بطولة العالم لسباقات الفورمولا واحد موسم 1995. حلّ الفرنسي جان إليزي أولا بينما جاء البرازيلي روبنز باركيلو في المركز الثاني وحصل على المركز الثالث البريطاني إدي إيرفين.